# 普埃夫利托 (新墨西哥州)
普埃夫利托（英語：Pueblito）是位於美國新墨西哥州里奧阿里巴縣的普查規定居民點。

## 人口
根據2020年美國人口普查的數據，普埃夫利托的面積為1.58平方千米，皆為陸地。當地共有人口91人，而人口密度為每平方千米57.59人。